# Laura Poitras
Laura Poitras (Boston, 2 februari 1964) is een Amerikaanse documentairemaakster. Ze werd vooral bekend doordat ze als eerste de geheime informatie van Edward Snowden ontving.

## Biografie
Laura Poitras is de dochter van James Poitras en Patricia Poitras, de oprichters van het Poitras Center for Affective Disorders Research aan het McGovern Institute for Brain Research.
Na de middelbare school studeerde Poitras aan de San Francisco Art Institute. In 1992 verliet ze San Francisco om zich te vestigen in New York om verder te studeren. In 1996 studeerde ze af van The New School for Public Engagement.

## Filmografie
Een selectie van haar filmografie.
- Exact Fantasy (1995)
- Flag Wars (2003)
- Oh Say Can You See... (2003)
- My Country, My Country (2006)
- The Oath (2010)
- Citizenfour (2014)
- Risk (2016)
- All the Beauty and the Bloodshed (2022)

## Prijzen
- 2010 - True Vision Award op het True/False Film Festival[4]
- 2012 - MacArthur Fellow van de John D. and Catherine T. MacArthur Foundation[5]
- 2013 - George Polk Award[6]

- Bibsys: 10084023
- Biblioteca Nacional de España: XX5667466
- Bibliothèque nationale de France: cb170861115 (data)
- Gemeinsame Normdatei: 1061788806
- International Standard Name Identifier: 0000 0000 4905 4158
- Library of Congress Control Number: no2004064205
- Nationale Bibliotheek van Israël: 987007434542605171
- Nederlandse Thesaurus van Auteursnamen: 332476499
- Réseau des bibliothèques de Suisse occidentale: 02-A025409106
- Système universitaire de documentation: 188203222
- Union List of Artist Names: 500474925
- Virtual International Authority File: 41553150
- WorldCat: E39PBJxhhtjydqyYRJFdbqGmBP